# 波斯直棋
波斯直棋（波斯語：‎），原文是章魚的意思，是自古流傳於波斯的直棋類遊戲，與苗族的三生棋都是最大的傳統直棋遊戲。

## 棋具
- 棋盤為三同心的正方形，以中心最小方形的角點、四邊中點往外延伸，四邊中點與四角處再各添一各內有十字的三角形，共七十二個棋點。
- 兩方棋子數為三十六枚，以兩色區分敵我。

## 棋規
- 对弈过程分弈过程分兩步驟：放子、走子。
  - 放子：依次将一己棋放在任意空棋點，直到棋子下完。
  - 走子：若兩方都已將手上的棋子放完，由後手方先走，輪流移動己棋，沿線至空鄰點。
    - 直：在放子或走子階段，每造成三己棋連一線，移除任一枚敵棋。以移除非成三子連線的敵棋為優先，若無才可移除有三子連線的敵子。

- 消滅或阻礙所有敵棋者勝。[1]

## 外部連結
- 棋盤照片